# Orthemis sulphurata
Orthemis sulphurata – gatunek ważki z rodziny ważkowatych (Libellulidae).